# Marcin Perkowski
Marcin Perkowski (ur. 1977) – polski poeta.
Nominowany do Nagrody Głównej X Ogólnopolskiego Konkursu Poetyckiego im. Jacka Bierezina w 2004. Laureat Nagrody Głównej I Konkursu Poetyckiego im. Klemensa Janickiego w 2005 (nagrodą było wydanie tomu). Nominowany do Wrocławskiej Nagrody Poetyckiej „Silesius” 2008 w kategorii debiut roku oraz laureat II nagrody IV Ogólnopolskiego Konkursu Literackiego „Złoty Środek Poezji” 2008 na najlepszy poetycki debiut książkowy roku 2007 za tom czarne/białe z odcieniem. Ponadto laureat XII Ogólnopolskiego Konkursu Poetyckiego „Autoportret Jesienny”, Krotoszyn 2004 oraz XI Ogólnopolskiego Konkursu Poetyckiego im. Wacława Olszewskiego, Bełchatów 2004. Mieszka w Białymstoku.

## Poezja
- czarne/białe z odcieniem (Wojewódzka Biblioteka Publiczna i Centrum Animacji Kultury, Poznań 2007)